# 比叡山中学校・高等学校
比叡山中学校・高等学校（ひえいざんちゅうがっこう・こうとうがっこう）は、滋賀県大津市坂本にある私立の中学校・高等学校。

## 概要
日本天台宗の開祖であり、比叡山に根本中堂を建立した伝教大師（最澄）は、818年（弘仁9年）に『山家学生式』を制定した。この教えを根本として、1873年（明治6年）に「天台総黌」として創立された。

## 校訓
- 照于一隅
- 能行能言
- 忘己利他

伝教大師（最澄）の言葉とされる「一隅を照らす者、これ即ち国宝であり而して能く行い能く言う者も亦（また）国宝にして己を忘れて他を利する物は慈悲の極みなり」にちなむ。

## 設置形態
- 比叡山中学校
- 比叡山高等学校に設置されている教育課程の類型は、普通科の3コースである。
  - Actコース
    - 高め合える仲間と共に、私立大学への現役合格を目指す。

  - Brightコース
    - 社会貢献を意識し、有名私立大学・国公立大学を目指す。

  - Crestコース
    - 自らの能力を開花させ、難関国公立大学・難関私立大学を目指す。

## 沿革

### 校名
- 天台宗総黌（てんだいしゅうそうこう） 1873 - 1879年
- 天台宗第一号中学校 1879 - 1885年
- 天台宗西部大学校・本校付属中学校 1885 - 1890年
- 天台宗西部中学校 1890 - 1905年
- 私立天台宗尋常中学校 1905 - 1916年
- 天台宗比叡山中学 1919 - 1934年
- 比叡山中学校 1934 - 1947年
- 比叡山中学校（新制）1947年 -
- 比叡山高等学校 1948年 -

### 経営母体
- （天台宗立） 1873 - 1947年
- 財団法人延暦寺学園 1947 - 1951年
- 学校法人延暦寺学園 1951年 -

### 事項
- 1873年 - 天台宗総黌として比叡山山上に設けられる。
- 1879年 - 中学校となり、比叡山と東京とに分設される。第一号中学校として比叡山恵日院内に設けられる。
- 1888年 - 比叡山山上に校舎が初めてつくられる。
- 1906年 - 坂本本町1798の1番地に移り、校舎が新築される。
- 1934年 - 3年制中学となる。宗内徒弟のみを対象として、小学校高等科卒業者または中学2年修了者のみ入学を許した。
- 1943年 - 5年制中学に復活。門戸（入学資格）を一般（非宗内生）にも開放される。
- 1947年 - 学制改革により新制中学が設けられる。
- 1948年 - 高等学校（旧制時代の中学校に概ね該当する）が設けられる。また、女子部を設けられる。
- 1951年 - 日吉東照宮の裏（山手側）に第二グラウンドを設置する。
- 1953年 - 比叡山幼稚園を創立。第三校舎に開設。
- 1958年 - 高校本校舎（鉄筋コンクリート4階建、現役）建築に着手、第一期工事終わる。このため、中学校は第二校舎（現場所）へ移る。
- 1959年
  - 高校本校舎第二期工事が終了し、高校を全て収容。現在の山側に高校・湖側に中学の配置となる。
  - 商業科を設置する。
- 1967年 - 高校が男女共学（男女別学級制を廃止）となる。
- 1968年 - 高校本館トイレを水洗トイレに改築する。
- 1971年 - 野球部が第53回全国高等学校野球選手権大会に初出場。
- 1973年 - 学園創立100周年記念事業を行う。
  - 幼稚園（視聴覚・冷暖房完備）を新築し、そこへ幼稚園を移転する。
  - プールを新築する。
- 1979年 - 野球部が第61回全国高等学校野球選手権大会に8年ぶり2度目の出場。
- 1993年 - 高校の本校舎に昇降口を増築、校舎内土足禁止となる。
- 1994年 - 高校の普通科をI類・II類とする。
- 1996年 - 高校に冷暖房設備（室内）を設置する。
- 1998年 - 中学に冷暖房設備を設置する。
- 2000年 - 高校の普通科を、I類・II類・II類S[注釈 1]とする。商業科の募集を停止する。
- 2004年 - 高校にIII類を新設する。
- 2008年 - 高校1年生時よりII類Sを設け、I類・II類R・II類S・III類とする。
- 2011年 - 高校に新制服を導入する。
- 2014年 - 高校本校舎建築に着手する。
- 2015年 - 高校普通教室棟を新築する。
- 2016年 - 高校校舎二期工事着工。
- 2017年 - 全教室にwifi環境整える。
- 2018年 - 高校校舎二期工事完成。 中学棟工事着工。
- 2019年 - 中学棟完成。北館改修・耐震工事着工。中高同一敷地となる。
- 2020年 - 北館耐震工事・改修完成。エレベーター棟完成。旧中学校外構工事、本館跡地を駐車場とする。
- 2022年 - 普通科をActコース、Brightコース、Crestコースとする。

## アクセス
- 京阪電鉄石山坂本線坂本比叡山口駅 徒歩10分
- JR湖西線比叡山坂本駅 徒歩20分

## 設備
校舎
2015年・2018年に完成した新校舎内には、図書館・視聴覚教室・第一体育館（新体育館）・情報室（パソコン室）などがある。
第二体育館（旧体育館）
1962年新築。本校舎の山手側にある。
セミナーハウス「叡朋」・格技場
1992年に中学敷地にあった道場が焼失したのを期に、バレーコートに1993年新築。テニスコートの東隣にある。
山家寮
1971年新築の宗内生（詳細後述）の寮。高校から徒歩約3分。
第二グラウンド
1951年設置され、1969年の第五期拡幅工事を経て現在に至る。日吉東照宮の裏（山手側）にあり、高校からは車道を約5分登った場所にある。通常「山上グラウンド」と呼ばれている。
テニスコート
讃仏堂横に1967年設置。日吉東照宮の北東（湖側）にある。
バレーコート
1968年設置。
プール
1973年新築。25 m・8コース。

## 特色
創設の経緯から、毎日登下校時には、校門すぐの階段のような坂を登ったところに設置されている「童形像」に拝礼をすることになっている。また、毎朝始業時に般若心経を全員で唱えるなど、宗教的雰囲気のある学校行事が盛り込まれているのが特徴である。
行事
中学校・高校共に、春に比叡山に登る「三塔巡拝」がある。学年によって日数、行き先は異なり（古くは1年で三塔全て制覇した）、比叡山にある3つの塔（西塔・東塔・横川）を巡拝する。また、高校の2年生（かつては3年生）は、居士林研修道場に一泊し、写経や法話・礼儀作法等を学ぶ「居士林研修」がある。
その他宗教教育
中学・高校とも週1時間宗教の授業があり、簡易的な宗教学総論を教える。宗教担当の教師は天台宗の僧侶で教員免許を持つ者であるが、他教科の教師は他宗派の僧籍を持つ者もいる。
宗内生
高校には、天台宗立時代の流れをくみ、全国各地から、仏教の勉学・僧侶としての自覚形成を目的としたカリキュラムを受ける生徒が学年に数人ずつ在籍する。彼らを学園では「宗内生」と呼び、一般生徒のカリキュラムに加え、「第二宗教」という単位を取得する必要が有り教義（天台宗の教え）・法儀（天台宗の僧侶としての所作）などについて学んでいる。また、宗内生は山家寮と呼ばれる寮に寝泊まりし、朝のお勤め・掃除・自習等、日常面においても仏道を目指した生活を送っている。宗内生の進路先は、大正大学や叡山学院への進学の他、自坊での鍛錬など様々である。

## 周辺
延暦寺や日吉大社の門前町として古くから栄えた坂本に所在することから、周囲には多くの伝統的建造物が点在する。
- 日吉大社 - 高校の北隣。
- 坂本ケーブルケーブル坂本駅 - 高校の西隣。
- 日吉東照宮 - 高校の南隣。

## 関係者

### 著名な出身者
- 池坊専永 - 池坊第45世家元
- 岩見雅紀 - 元プロ野球選手
- 遠藤宏美 - 柔道選手
- 数野健太 - 元バドミントン選手、現比叡山高等学校教員
- 唐渡亮 - 俳優
- 坂下誠 - 柔道選手
- 順風秀一 - 元プロ野球選手
- 真太郎 - UVERworld
- 末成映薫 - 吉本興業所属タレント、吉本新喜劇女優
- 瀬戸智弘 - 元陸上競技選手
- 高橋智隆 - ロボットクリエーター、ロボ・ガレージ代表取締役社長、東京大学先端科学技術研究センター特任准教授 ※中学校のみ
- 辻誠一郎 - 東京大学名誉教授
- 土平ドンペイ - 俳優
- 早川賢一 - 日本ユニシス所属のバドミントン選手
- 早崎修平 - 元バドミントン選手
- 林遣都 - 俳優
- 細見直樹 - 元プロ野球選手
- 本郷宏樹 - 元プロ野球選手
- 間柴茂有 - 元プロ野球選手
- 松本徹 - 元バドミントン選手
- 水谷好宏 - 競輪選手
- 村西哲幸 - 元プロ野球選手
- 目片信 - 元大津市長、元衆議院議員
- 森谷昭 - 元プロ野球選手
- 森本のぶ - 俳優
- 山田恵諦 - 延暦寺253世座主
- 芳田真 - 柔道選手
- 足達実佳 - 柔道選手
- 杉村美寿希 - 柔道選手
- 本田万結 - 柔道選手
- 前田凛 - 柔道選手
- 大井彩蓮 - 柔道選手
- 木村穂花 - 柔道選手
- 米富和郎 - 柔道選手
- 福田大悟 - 柔道選手
- 福田大和 - 柔道選手
- 渡辺一貴 - 競輪選手
- 北川星瑠 - 陸上競技選手

## その他
- 生徒の服装は制服。男子は中学高校とも詰襟だったが現在中学校男子はブレザー、女子は中学がセーラー襟ブラウスにセーラー襟タイプのブレザー（かつては普通のセーラー服であった）、高校が紺ネクタイのダブルブレザータイプ。
- 高校の修学旅行は、二年生時の初冬に沖縄で3泊4日。中学校は、三年生時の春に宿泊研修がある。
- 高校の硬式野球部の甲子園大会初出場は、1969年春（第41回）[注釈 4]。1979年夏（第61回）で滋賀県勢初の初勝利を挙げた[注釈 5]。また、甲子園大会における、全国で2校しかない被完全試合校である。また女子柔道部は第46回選手権団体で優勝